# Serbatoio (acquedotto)

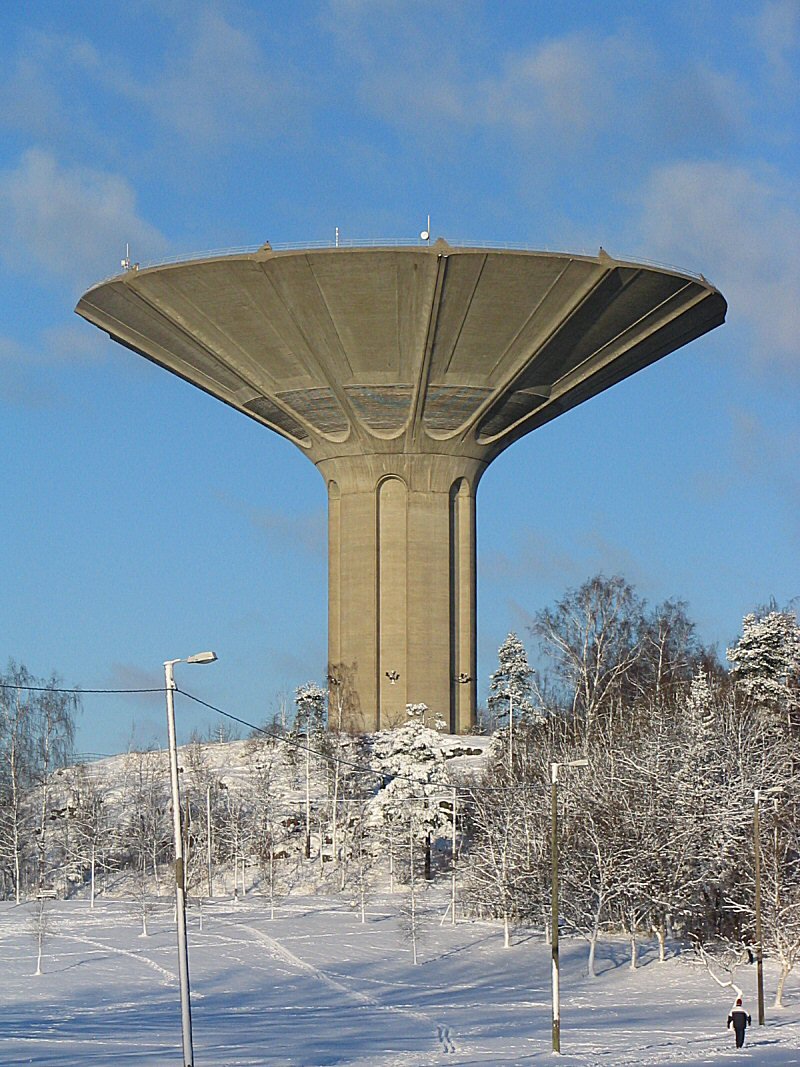
serbatoio pensile a fungo in calcestruzzo armato

I serbatoi sono dei manufatti di accumulo idrico e sono fra le opere di maggior rilievo di un acquedotto.

## Classificazione secondo la posizione rispetto alle condotte adduttrici

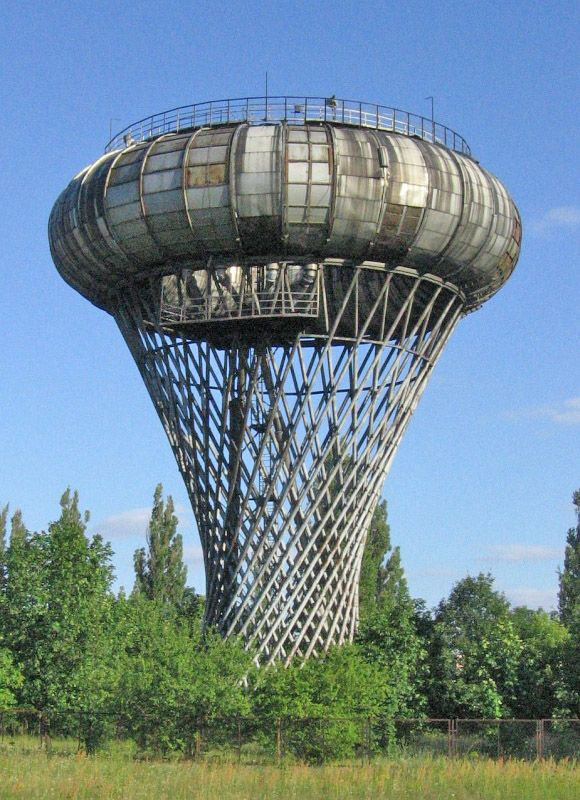
Serbatoio pensile in acciaio

Dal punto di vista della loro posizione rispetto alle condotte adduttrici, possono essere classificati come segue:
- di origine o di testata: quando sono posti subito a valle delle opere di alimentazione di acqua potabile (impianti di potabilizzazione, opere di captazione di sorgenti, pozzi, ecc.);
- intermedi di pura riserva: utilizzati come riserva idrica (la funzione di riserva è descritta di seguito) a servizio delle lunghe condotte adduttrici, nel caso di fuori servizio temporaneo di queste ultime;
- intermedi di sezionamento o partitori: realizzati in corrispondenza di importanti derivazioni da condotte adduttrici principali: In questo caso hanno funzione di riserva sia per le adduttrici principali che per le derivazioni. Nel caso in cui la condotta di derivazione è a servizio diretto anche di abitati (cioè centri urbani sprovvisti di un loro serbatoio) il serbatoio intermedio di sezionamento ha la funzione anche di compenso (la funzione di compenso è descritta di seguito).
- di arrivo o di testata: quando ricevono l'acqua con portata costante per erogarla con portata variabile. È il caso dei serbatoi a servizio degli abitati. In questo caso il serbatoio, dal punto di vista planimetrico, deve essere ubicato il più vicino possibile alla rete di distribuzione cittadina per ridurre al minimo le perdite di carico nella condotta suburbana (tronco che collega il serbatoio all'origine della distribuzione urbana (ODU); detta anche condotta esterna o di avvicinamento). Dal punto di vista altimetrico, l'ubicazione del serbatoio deve essere tale da garantire un'idonea pressione nella rete di distribuzione urbana.

I serbatoi urbani, per quanto riguarda la loro posizione rispetto alla rete di distribuzione dell'abitato, possono essere classificati in:
- - di testata: situato tra l'adduttrice e la suburbana. Il serbatoio è direttamente alimentato dall'adduttrice, e pertanto oltre alla funzione di compenso dei consumi variabili e di riserva (si veda in seguito) - a volte anche antincendio - ha anche quella di sconnessione idraulica evitando che la condotta adduttrice possa risentire della variabilità della portata e delle pressioni causate dall'andamento dei consumi nelle 24 ore. Inoltre il serbatoio funziona anche da regolatore della piezometrica poiché deve essere posto ad una quota da determinare, in tutte le condizioni di esercizio, una pressione compatibile con la rete. È la situazione più frequente dalla quale si prescinde solo se ragioni topografiche o di altra natura consigliano soluzioni diverse;
  - di estremità: situato dopo l'abitato che viene attraversato dalla condotta maestra, la quale è adibita al servizio di distribuzione lungo il percorso nel tratto di attraversamento del centro urbano. All'inizio della distribuzione viene realizzato normalmente un torrino piezometrico che ha la funzione di sconnessione idraulica. Il serbatoio di estremità pertanto, ha la sola funzione di compenso e di riserva. In merito al compenso, nelle ore di minimo consumo, l'acqua viene immagazzinata dal serbatoio e la superficie piezometrica presenta depressioni minime in corrispondenza dell'abitato. Nelle ore di medio consumo, la portata immessa in rete, se pure arriva in prossimità del serbatoio, non consente che esso riceva acqua. Nelle ore di massimo consumo la superficie piezometrica ha la massima depressione e pertanto il serbatoio deve fornire acqua per alimentare i settori cittadini che non possono essere più serviti dalla condotta. Le "linee di compluvio" della piezometrica segnano le zone alimentate dal serbatoio dalle altre. Tali linee si spostano durante le 24h in funzione del consumo.
  - intermedi o sussidiari: si rendono necessari quando la rete di distribuzione urbana è divisa in più servizi a quote diverse.
- di recupero: è un tipo di serbatoio raramente usato, del cui impiego si ha un esempio nell'Acquedotto Pugliese. Infatti nel passato le reti del Salento erano alimentate da una sola adduttrice (denominata il Grande Sifone del Salento o Sifone Leccese[1]) interrotta da torrini piezometrici da cui traevano origine le distribuzioni urbane. I torrini, che non hanno una capacità di invaso significativa, alimentavano direttamente le reti cittadine di abitati sprovvisti di un loro serbatoio.  Pertanto nelle ore di minor consumo, la portata non assorbita doveva essere recuperata nei serbatoi di recupero, posti a valle delle derivazioni. Tali serbatoi non forniscono l'acqua agli abitati posti a monte ma la erogano a quelli posti a valle, e al contrario di quelli di arrivo, ricevono nelle 24 h acqua con portata variabile e la erogano per le stesse 24 h con portata costante.

## Classificazione secondo la posizione rispetto al terreno

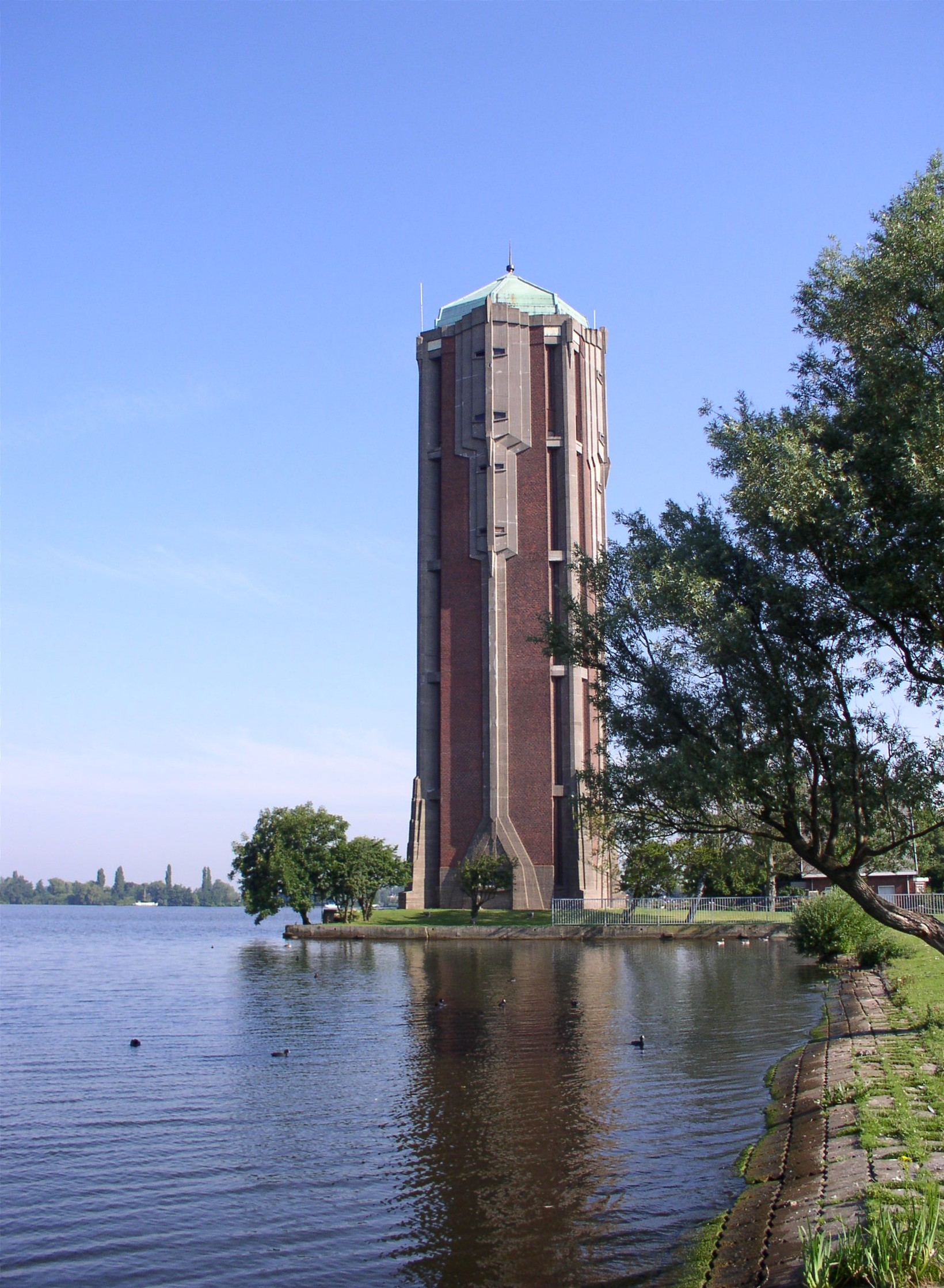
Serbatoio pensile a torre.

I serbatoi possono essere anche classificati a seconda della loro posizione rispetto al terreno:
- interrati: quando il livello massimo dell'acqua è tutto al di sotto del livello naturale del terreno;
- seminterrati: se il fondo del serbatoio è tutto sotto il livello del terreno naturale mentre il livello massimo nel serbatoio è parzialmente o totalmente sopra il livello naturale del terreno;
- pensili: quando tutto il fondo del serbatoio è sopraelevato rispetto al piano di campagna e sostenuto da idonea struttura portante (fusto);
- in galleria o in caverna: se lo scavo non è a cielo aperto.

attualmente i serbatoi interrati e seminterrati vengono realizzati in calcestruzzo armato mentre i serbatoi pensili oltre che con il calcestruzzo armato (ordinario o precompresso) possono essere anche in acciaio.

## Funzioni di compenso e di riserva
Normalmente i serbatoi di testata agiscono principalmente come volano della distribuzione poiché il consumo del generico abitato segue una legge completamente diversa da quella con cui avviene il rifornimento idrico.
Infatti la portata in arrivo al serbatoio di testata, dalla condotta adduttrice (normalmente dimensionata per essere pari alla portata media nel giorno di massimo consumo annuale), è praticamente costante nelle 24 h in condizione di regolare esercizio, se invece occorre sollevare l'acqua (es. presa da pozzi), la portata è costante nelle sole ore di pompaggio e nulla nelle rimanenti. La portata in partenza dal serbatoio invece segue una legge variabile nelle 24 h, con valori di portata orari sia superiori (portata di punta) che inferiori (normalmente nelle ore notturne) rispetto a quella costante di adduzione.
Il serbatoio deve quindi poter accumulare nelle ore di minor consumo, e particolarmente durante la notte, le acque che arrivano dalla condotta di adduzione e restituire le acque così immagazzinate durante le ore di consumo superiori alla media, in modo che sommandosi con quelle che non cessano di arrivare dalla condotta di adduzione si riesca a fronteggiare le richieste delle ore di punta. 
Tale funzione del serbatoio di testata viene denominata funzione di compenso.
Il serbatoio può essere regolato per compensare i consumi giornalieri o settimanali. È utilizzata spesso anche negli stabilimenti industriali.
A questa funzione occorre però aggiungerne una seconda altrettanto importante, che è la funzione di riserva.
Tale funzione permette di rendere disponibile per l'abitato un determinato volume di acqua con cui fronteggiare situazioni straordinarie quali incendi, guasti, interventi di manutenzione delle adduttrici, ecc.
Quest'ultima funzione è fondamentale anche per le altre tipologie di serbatoi, quali quelli di riserva scaglionati sul tracciato di lunghe adduttrici in punti nodali con lo scopo di alimentare, in caso di interruzione del flusso, per un certo numero di ore le condotte che da detti manufatti hanno origine.

## Capacità
Pertanto per poter svolgere la sua funzione il serbatoio deve avere una capacità di invaso, che a seconda dei casi, può essere formata da diverse aliquote quali:
- capacità di compenso;
- capacità di riserva;
- capacità per il servizio antincendio.

### Capacità di compenso
La capacità di compenso dipende dalla portata media in arrivo e dalla legge di consumo dell'abitato.
La capacità di compenso si potrebbe calcolare esattamente per ogni abitato, se si conoscesse l'andamento dei consumi giornalieri.
Ma questo esatto rilievo dei consumi può avvenire quando l'acquedotto è già da tempo in esercizio e non prima, pertanto occorre normalmente basarsi su ipotesi più o meno attendibili. 
Se come si usa fare generalmente, la portata media in arrivo è quella relativa al giorno di maggior consumo annuo qm, rimangono da compensare soltanto le punte orarie e in questo caso normalmente il volume di compenso viene assunto pari a circa il 25-30 % del volume giornaliero distribuito nel giorno di massimo consumo:
{\displaystyle V_{c}={1 \over 4}\cdot q_{m}\cdot 86400}

### Capacità di riserva
La capacità di riserva è destinata ad assicurare il servizio nei periodi di interruzione dell'acquedotto di alimentazione per una qualsiasi causa. 
Tale capacità è funzione di diversi parametri, quali l'età dell'acquedotto di adduzione, i terreni attraversati, la lunghezza delle adduttrici e il loro numero, le pressioni di esercizio.
Pertanto nella pratica, a seconda dei casi, la capacità di riserva viene proporzionata ad un massimo di tre giornate di erogazione normale:
{\displaystyle V_{r}={1 \over 3}\cdot q_{m}\cdot 86400}

### Capacità per il servizio antincendio
È la capacità destinata a soddisfare il fabbisogno idrico degli idranti disposti lungo la rete.
Viene dimensionata considerando per i piccoli centri abitati che due idranti da 5 l/s siano in funzione per 2 ore, mentre per i grandi centri abitati si considerano attivi per 10 ore.
{\displaystyle V_{a}=2\cdot 5\cdot 2\cdot {3600 \over 1000}}

### Caratteristiche costruttive generali
I serbatoi interrati e seminterrati, sono normalmente costituiti da più vasche coperte, ognuna indipendente dalle altre e dotata di:
- tubazione di arrivo,
- scarico superficiale,
- scarico di fondo,
- tubazione di presa.

Per evitare cortocircuiti, e quindi il pericolo di acqua stagnante, l'arrivo deve essere ubicato in posizione opposta a quella della partenza.
Inoltre per migliorare ulteriormente la circolazione e quindi il ricambio dell'acqua immagazzinata, è utile inserire all'interno di ogni singola vasca una serie di setti che determinano un percorso obbligato che l'acqua deve percorre per andare dal punto di arrivo a quello di partenza.
La presa deve essere ubicata ad una conveniente altezza dal fondo della singola vasca o della eventuale zona ribassata predisposta per l'alloggiamento della presa stessa, per evitare che l'eventuale materiale sedimentato sul fondo possa passare nella tubazione di presa.
la presa inoltre deve essere munita di apposita succheriuola.
Il fondo della vasca deve possedere una pendenza verso il punto di scarico per consentire, in fase di pulizia della stessa, un agevole smaltimento delle acque di lavaggio.
È buona norma che le pareti contro acqua non siano anche contro terra, in questo caso le pareti della vasca devono essere protette dall'esterno mediante idonea intercapedine perimetrale ispezionabile munita anche di un'apposita cunetta di raccolta e allontanamento delle acque proveniente da eventuali perdite.
Nell'impossibilità di realizzare l'intercapedine, le pareti contro acqua dovranno essere impermeabilizzate nei confronti delle venute dall'esterno e fornite di un adeguato sistema verticale di drenaggio, che consenta anche di rilevare eventuali perdite.
Per motivi di sicurezza, ogni vasca deve essere dotata di dispositivi di aerazione per lo smaltimento dei vapori di cloro.
tali dispositivi, per motivi igienici non possono aprirsi verso l'esterno ma verso la camera di manovra, ed essere idonei ad impedire il passaggio di organismi viventi e polveri.
Lo scarico di superficie deve essere libero (infatti un organo di intercettazione erroneamente tenuto chiuso potrebbe causare la messa in pressione della vasca) mentre quello di fondo deve essere intercettato da una valvola a saracinesca (o simile) da aprirsi solo nel caso sia necessario svuotare la vasca.
Le acque provenienti dallo sfioro e dallo scarico di tutte le vasche devono confluire in un'unica condotta di scarico che ha il compito di convogliare l'acqua presso il recapito finale prescelto (canali, fiumi, ex cave, ecc.)
Per evitare ogni possibile contaminazione (ingresso di animali) tale condotta viene sconnessa da un apposito pozzetto dotato di chiusura idraulica e ubicato all'interno del manufatto costituente il serbatoio. 
Le vasche non devono essere fornite di luci aperte verso l'esterno per evitare contaminazioni e l'ingresso di luce solare che potrebbe favorire la crescita di alghe.
Nello stesso manufatto contenente le vasche deve essere ricavata la camera di manovra del serbatoio, dove sono alloggiati tutti gli strumenti di misura e di controllo, le valvole di regolazione, ecc.
Normalmente, nella camera di manovra, viene alloggiata anche la tubazione bypass  che mette in diretta comunicazione la condotta in arrivo con quella in partenza, escludendo così il serbatoio.